# ファンシーポケット
ファンシーポケット
1. サン宝石直営のティーン向けアクセサリーショップ「Fancy POCKET」。最盛期には日本全国に44店舗を構えていたが、最後の1店舗であった原宿店が2021年9月26日に閉店した[1]。
2. 1.を題材としたコンピュータゲーム。本項で詳述する。

『ファンシーポケット』は、2002年9月27日にジョルダンが発売したゲームボーイアドバンス用経営シミュレーションゲームである。
実在したサン宝石のアクセサリーショップ「FANCY POCKET」を題材にしている。

## 概要
プレイヤーはアクセサリーショップの店長となり、店を発展させカリスマ店長となることを目指す。
操作するキャラクターは好みの外見のものを選べ、また販売するコスメグッズやアクセサリーも500点の中から自由に選ぶことができる。
チラシ配りやCMを流すことで宣伝を行うことで売り上げが上がると店を拡大させることができる。またライバル店との競合や、客からのクレームなどのイベントも起こる。